# (8876) 1992 WU3
1992 دابليو يو 3 (ويعرف أيضًا باسم (8876) 1992 دابليو يو 3 وفق تسمية الكوكب الصغير) (بالإنجليزية: 1992 WU3)‏ هو كويكب ضمن حزام الكويكبات؛ وترتيبه 8876 من حيث الاكتشاف.
اكتُشف هذا الجُرم الفلكي بواسطة أوسامو موراماتسو في 23 نوفمبر 1992.

## وصلات خارجية
- (8876) 1992 WU3 في قاعدة بيانات مختبر الدفع النفاث لأجرام النظام الشمسي الصغيرة

- الاكتشاف · مخطط المدار ·  العناصر المدارية · المعلمات المادية

- (8876) 1992 WU3 على موقع ويكي سكاي: DSS2, SDSS, GALEX, IRAS, Hydrogen α, X-Ray, Astrophoto, Sky Map, Articles and images